# Cornell du Preez
Pour les articles homonymes, voir du Preez.

a Compétitions nationales et continentales officielles uniquement.

b Matchs officiels uniquement.
Dernière mise à jour le 1 août 2025.
Cornell du Preez, né le 23 mars 1991 à Port Elizabeth (Afrique du Sud), est un joueur international écossais, d'origine sud-africaine, de rugby à XV. Il évolue aux postes de troisième ligne centre et de troisième ligne aile au sein de l'effectif du Biarritz olympique en Pro D2.

## Biographie

### Jeunesse et formation
Cornell du Preez naît le 23 mars 1992 à Port Elizabeth en Afrique du Sud. Il est scolarisé au sein de la Framesby High School durant sa jeunesse. Là-bas, il commence la pratique du rugby à XV.
Par la suite, il rejoint l'université du Nord-Ouest à Potchefstroom où il dispute la Varsity Cup (en) avec l'équipe de rugby à XV de l'établissement : les NWU Pukke,. Sur le terrain, il joue aux postes de troisième ligne centre et de troisième ligne aile,. En parallèle, il évolue également avec les Leopards dans la compétition des moins de 19 ans, puis des moins de 21 ans de la Currie Cup.
Durant l'été 2011, après avoir fait partie de l'Academy des Springboks, il est sélectionné avec l'équipe d'Afrique du Sud des moins de 20 ans pour disputer le Championnat du monde junior,,.

### Débuts de carrière en Afrique du Sud (2012-2013)
En novembre 2011, il signe un contrat de deux ans avec les Eastern Province Kings. Par la suite, il commence sa carrière professionnelle avec eux à l'occasion de la Vodacom Cup 2012 (en) où il dispute deux rencontres en tant que remplaçant. La même année, il fait ses débuts en Currie Cup First Division (en) où il prend une part importante dans le succès de son équipe qui remporte la compétition face aux Pumas sur le score de 26 à 25, tout en restant invaincu tout au long de la saison,. Il est notamment titulaire lors de ses quinze matchs disputés et inscrit huit essais.
L'année suivante, il est intégré au sein de l'effectif des Southern Kings pour la saison 2013 de Super Rugby,,. Lors de la saison, il s'impose comme un titulaire de l'équipe, disputant ses quatorze matchs dans ce rôle et inscrivant trois essais.

### Exil en Écosse et découverte du niveau international (2013-2018)
À partir du mois de septembre 2013, alors qu'il dispute la saison 2013 de Currie Cup First Division (en), il est laissé libre par sa province et rejoint l'Europe car il a reçu l'opportunité de s'engager avec Édimbourg Rugby dans le Pro12 à la suite du départ de son entraineur des Southern Kings, Alan Solomons (en), en Écosse,,. Il signe alors un contrat de deux saisons et indique vouloir représenter l'équipe d'Écosse, dans la mesure où il doit résider durant trois ans en Écosse afin d'être qualifié,. Dès sa première saison, il s'impose comme un élément majeur de l'équipe en disputant un total de vingt-trois rencontres dont vingt-et-une en tant que titulaire et inscrivant sept essais toutes compétitions confondues. De ce fait, il reçoit la récompense du Newcomer of the Year (recrue de l'année) pour sa première saison prometteuse.
Au cours de l'automne 2014, il subit une sérieuse blessure lui faisant manquer une partie de la saison,. Toutefois, il est titulaire pour la finale de Challenge européen perdue par son équipe contre Gloucester Rugby en mai suivant.
Durant l'automne 2016, il est convoqué pour la première fois avec l'équipe d'Écosse durant les test matchs de fin d'année, il est devenu éligible pour cette nation après ses trois années de résidence. Cependant, il ne connaît pas sa première sélection à cette période mais est de nouveau convoqué pour le Tournoi des Six Nations 2017. Durant la compétition, il connaît cette fois-ci sa première cape internationale lorsqu'il remplace Ryan Wilson contre l'Angleterre.
Au cours du mois d'octobre 2017, il est sélectionné pour la tournée d'automne. Pour la deuxième rencontre de la tournée, il est titularisé pour la première fois en sélection afin d'affronter la Nouvelle-Zélande. En janvier suivant, il fait de nouveau partie du groupe écossais pour disputer le Tournoi des Six Nations 2018. Début février, pour le premier match, il est titularisé pour la première fois dans le cadre du Tournoi face au pays de Galles. Pour cette rencontre, il se trouve en grande difficulté avec son équipe et est remplacé au bout de quarante-huit minutes, il ne joue pas d'autres rencontres dans la compétition cette année-là. Toujours en février, il est annoncé qu'il va quitter la capitale écossaise à l'issue de la saison pour rejoindre l'Angleterre et le club des Worcester Warriors à compter de la saison 2018-2019, où il va de nouveau retrouver son entraîneur Alan Solomons.

### Transfert en Angleterre (2018-2021)
Pour ses débuts avec Worcester, il entre en jeu lors de la première journée de Premiership début septembre 2018 face aux Wasps, cependant il se fracture le larynx durant la rencontre après une collision avec le genou de Joe Launchbury et est forcé de sortir,,. Après cette grave blessure, il est placé en soins intensifs et est incapable de parler pendant quatre semaines, de plus il est obligé de manger à l'aide d'un tube dans le nez pendant six semaines,. Alors qu'il est annoncé forfait pour le reste de la saison, il fait son retour plus tôt que prévu et est présent à l'entraînement à partir du mois de mars suivant,.
Après une première partie de saison 2019-2020 de bon niveau et où il enchaîne les titularisations, il signe une prolongation de contrat avec les Worcester Warriors en décembre 2019. De ce fait, après deux ans sans sélection, il est convoqué pour le Tournoi des Six Nations 2020. Pour la première journée face à l'Irlande, il est aligné sur le banc des remplaçants. Il ne rejoue pas lors des deux journées suivantes et est ensuite retiré du groupe pour la quatrième journée. Quelques jours plus tard, la saison est ensuite perturbée par la pandémie de Covid-19, entrainant de fait la suspension des compétitions,. Après le retour des compétitions, il est convoqué avec le XV du Chardon pendant l'automne suivant. Pour l'ultime journée du Tournoi des Six Nations 2020, il est remplaçant et entre en jeu en seconde période, il participe au premier succès écossais sur le terrain du pays de Galles depuis 18 ans.
Lors de la deuxième partie de saison 2020-2021, il est tout d'abord convoqué pendant le Tournoi des Six Nations 2021 mais ne dispute finalement aucune rencontre. De plus, il est annoncé qu'il est recruté par le RC Toulon à partir de la saison suivante. Une information qui est officialisée par le club varois durant le mois de juin 2021.

### Départ en France (depuis 2021-)
Il rejoint alors Toulon pour un contrat de trois ans. Pour sa première saison en France, étant beaucoup utilisé il s'impose ensuite comme un titulaire durant la deuxième partie de saison. Il dispute notamment les phases finales de Challenge européen dans ce rôle mais s'incline en finale avec son équipe contre les Bristol Bears. Au total, il dispute vingt-sept rencontres et est titulaire à dix-huit reprises au sein de la troisième ligne toulonnaise cette saison-là.
La saison suivante, il garde sa place de titulaire dans le XV de départ toulonnais et se qualifie une nouvelle fois en finale de Challenge Cup avec son équipe,,, cette fois-ci ils s'imposent largement 43 à 19 face aux Glasgow Warriors. Lors de cette saison, il joue vingt-trois rencontres, dont seulement deux en tant que remplaçant, et fait partie des meilleurs plaqueurs de la saison en Top 14,.
En début de saison 2023-2024, étant en fin de contrat à l'issue de la saison, il est moins souvent utilisé et est plus régulièrement remplaçant que lors des saisons précédentes. Toutefois, lors de la deuxième partie de saison, il retrouve une place de titulaire. Au total, il joue vingt rencontres, quinze en tant que titulaire, et marque deux essais. À l'issue de la saison, il n'est pas conservé par le RC Toulon.
Durant l'été 2024, il s'engage au Biarritz olympique en Pro D2. Avec le club basque, il signe un contrat « chômage » permettant à son club de ne payer qu'une partie de son salaire tandis que l'autre l'est par France Travail. Dès la première journée de Pro D2, il est placé sur le banc des remplaçants afin d'affronter le Valence Romans DR. La semaine suivante, il est titulaire et inscrit son premier essai lors de la victoire 23 à 19 sur le terrain de l'AS Béziers. Cependant, il se blesse au genou lors de son troisième match et est absent plusieurs semaines. Durant l'automne, il prolonge son contrat dès le mois de novembre jusqu'en 2026. Il fait son retour sur les terrains au mois de décembre et dispute dix autres matchs pour un essai inscrit jusqu'à la fin de la saison.

## Statistiques

### En équipe nationale

#### Équipe d'Afrique du Sud des moins de 20 ans
Cornell du Preez dispute cinq matchs, dont trois en tant que titulaire, avec l'équipe d'Afrique du Sud des moins de 20 ans en 2011 dans le cadre du Championnat du monde junior. Il inscrit un essai.

#### Équipe d'Écosse
Cornell du Preez compte 9 sélections dont 2 en tant que titulaire, depuis sa première sélection le 11 mars 2017 face à l'Angleterre.
Il participe à trois éditions du Tournoi des Six Nations en 2017, 2018 et 2020, jouant cinq rencontres dans la compétition.

## Palmarès
- Vainqueur de la Currie Cup First Division en 2012 (en) avec les Eastern Province Kings.
- Finaliste de la Currie Cup First Division en 2013 (en) avec les Eastern Province Kings.
- Finaliste du Challenge européen en 2015 avec Édimbourg Rugby et en 2022 avec le RC Toulon.
- Vainqueur de la Challenge Cup en 2023 avec le RC Toulon.